# Classe Active
La classe Active è stata una classe di tre incrociatori leggeri  della Royal Navy britannica, denominati "scout cruisers" visto il loro compito principale di esplorazione veloce. Le unità della classe entrarono in servizio a partire dal 1911.

## Progetto
La realizzazione dei tipi Scout venne presto seguita da altre navi perché l'Ammiragliato riconobbe che queste, leggermente corazzate, erano veloci in cattive condizioni di mare quanto un cacciatorpediniere e abbastanza armate per combatterlo, oltre a disporre di spazi sufficienti per lo staff del comandante di flottiglia.
Ben presto le navi ebbero questo ruolo sui cacciatorpediniere sempre più numerosi della Royal Navy, e agli Scout seguirono i 4 Baedicea dal 1909-11 e nel biennio successivo arrivarono anche i 3 Active, ovvero la capoclasse, la Fearless e l'Amphion.
A parte il Fearless, gli altri 2 erano armati con soli 6 cannoni da 102mm con bordata di 3, troppo poco per affrontare con successo anche un cacciatorpediniere. Allora il Fearless venne dotato di 10 cannoni da 102mm con bordata di 6, sempre su impianti singoli, mentre lo scafo ricevette un doppio strato di acciaio a intercapedine con possibilità di resistere alle munizioni esplosive che fossero detonate troppo in fretta per penetrare in profondità. In seguito lo stesso armamento venne installato sulle altre navi, ma per la corazzatura, pressoché inesistente, non si potrà far nulla e così queste navi da 3400 t.rimasero vulnerabili al fuoco di risposta dei cacciatorpediniere nemici come anche degli incrociatori.  L'apparato motore era di tipo a turbina per tutte le navi della classe, con una dotazione sia di carbone che di olio combustibile. La velocità nonostante la potenza era nondimeno non superiore a quella degli Scout.

## Servizio
L'Amphion, appena 2 giorni dopo lo scoppio della guerra venne perduto per via di una mina, mentre le altre 2 sopravvissero all'intero conflitto, nel corso del quale servirono soprattutto come navi capo-flottiglia delle squadre di cacciatorpediniere aggregate alla flotta da battaglia. I Boadicea erano invece al comando delle 4 squadre di cacciatorpediniere della Grand Fleet. In seguito le unità vennero sostituite da incrociatori di maggior dislocamento con cannoni da 152mm.